# Rinne (film)
Rinne (輪廻? ), anche conosciuto col titolo internazionale Reincarnation, è un film del 2005 diretto da Takashi Shimizu.
Il film, di produzione giapponese, fa parte della serie horror J-Horror Theater.

## Trama
Norihasa Omori, professore universitario interessato al fenomeno della reincarnazione, desideroso di appurare i propri convincimenti, compie un massacro in un albergo uccidendo 11 persone, tra cui i propri figli, per poi suicidarsi. Dopo 35 anni, il regista di film horror Ikuo Matsumura decide di girare un film su quella strage. Ma con l'avvicinarsi della data delle riprese, Nagisa, l'attrice scelta come protagonista femminile - che impersona una delle figlie del professore assassino - inizia ad essere perseguitata dai fantasmi delle vittime: soffre di colpo di allucinazioni ed è continuamente tormentata dagli incubi della sanguinosa carneficina.
In parallelo, la storia inquadra anche Yayoi Kinoshita, studentessa di psicologia che, dopo una lezione in cui l'insegnante si è opposta alle idee di reincarnazione, decide di cimentarsi in un saggio favorevole ad essa. Poco dopo conosce Yuka, la quale afferma di ricordarsi di fatti accaduti in una sua vita passata; le mostra anche dei segni sul collo che sembrerebbero essere la prova di uno strangolamento. Assieme iniziano a fare delle ricerche.
Nel frattempo Nagisa comincia a credere di essere la reincarnazione di uno dei figli del professore omicida, ma finisce infine col rendersi conto della verità: lei è in realtà la reincarnazione dello stesso Norihasa. Rimette così in scena l'omicidio, per ricostruire esattamente quanto accaduto, e al momento del suicidio viene salvata prontamente.
Qualche tempo dopo, ricoverata in un reparto psichiatrico, riceve la visita della vedova del professore, Ayumi Omori, che le mostra i giocattoli dei figli; Nagisa, ossessionata dalle anime dei bambini uccisi, grida nella sua cella d'isolamento, costretta a patire per il resto della sua vita le visioni di quelle atrocità.